# Keniaans rugby sevensteam (mannen)
Het Keniaanse rugby sevensteam is een team van rugbyers dat Kenia vertegenwoordigt in internationale wedstrijden.

## Wereldkampioenschappen
De beste prestatie was derde in 2009.
- WK 1993: Niet gekwalificeerd
- WK 1997: Niet gekwalificeerd
- WK 2001: 19e
- WK 2005: 19e
- WK 2009: 3e
- WK 2013: 4e
- WK 2018: 16e
- WK 2022: 12e

## Olympische Zomerspelen
Kenia behaalde tijdens de Olympische Zomerspelen 2016 de elfde plaats.
- OS 2016: 11e
- OS 2020: 9e
- OS 2024: 9e